# Giovanni Caselli (inventor)
Giovanni Caselli (25 de mayo de 1815 - 5 de octubre de 1891) fue un físico, inventor y sacerdote italiano que inventó el pantelégrafo, el predecesor del fax.

## Biografía
Al principio de su carrera estudiaba literatura, historia, ciencias y religión. Aunque tenía un gran interés por la ciencia y la física acabó estudiando para sacerdote católico. En 1841 lo ordenaron como tal.
En 1841 se trasladó a Parma, a la provincia de Módena para ser tutor de los hijos del Marqués Sanvitale. En 1849 participó en los disturbios y votó para la anexión del ducado de Módena al Reino de Cerdeña. Por esto se vio obligado a irse de Módena y volvió a Florencia. Entonces se convirtió en profesor de física en la Universidad de Florencia.
En Florencia estudió física a cargo de Leopoldo Nobili. Estos estudios incluían la electroquímica, el electromagnetismo, la electricidad y el magnetismo. Caselli empezó una revista llamada "La recreación" en el 1851, donde hablaba de la ciencia de la física escrita en un lenguaje accesible.

### Pantelégrafo

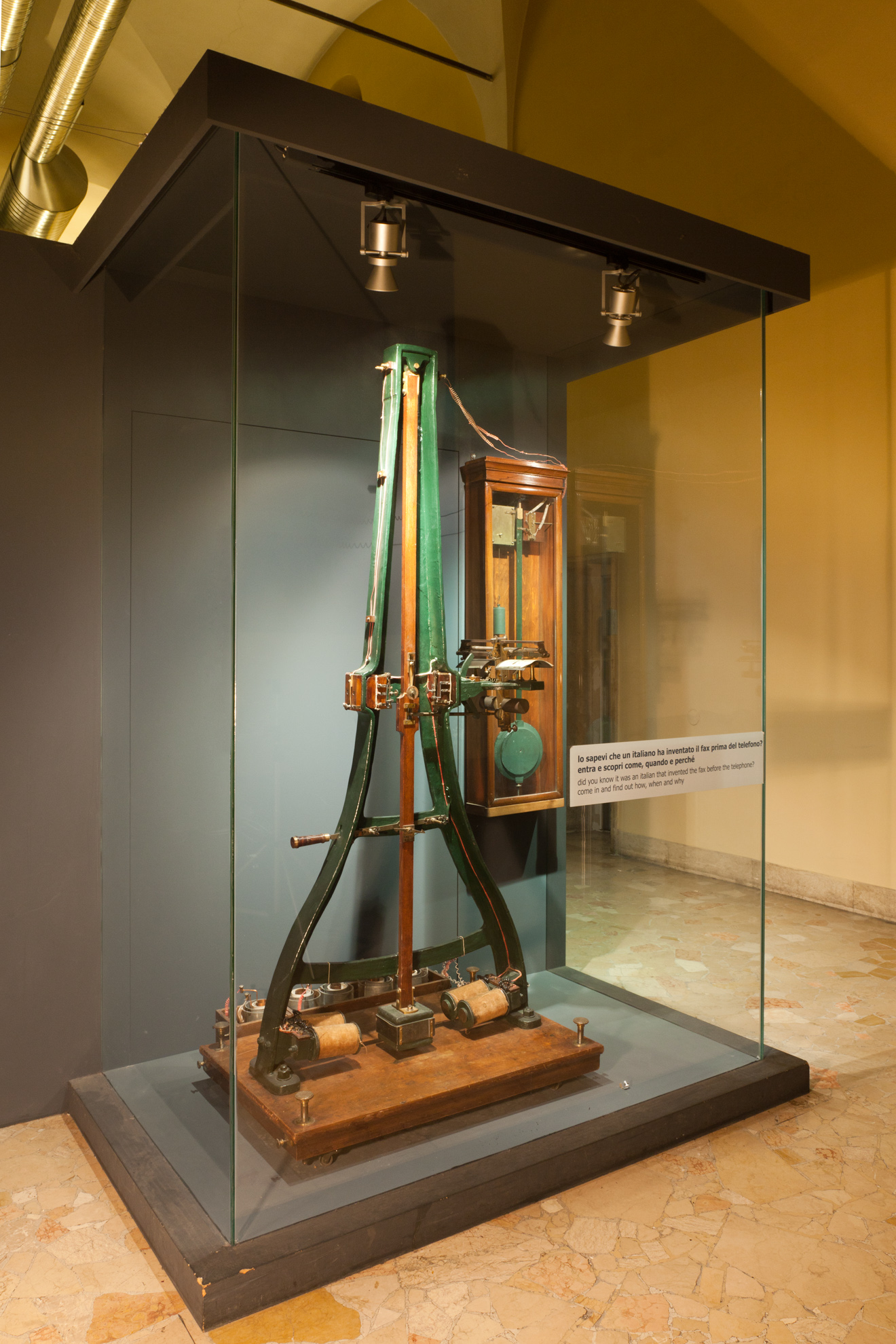
Pantelégrafo de Giovanni Caselli, 1933, Réplica exhibida en el Museo Nacional de la Ciencia y la Tecnología Leonardo da Vinci, Milan.

El pantelégrafo en inglés es una palabra compuesta formada por "pantograph", una herramienta que copia palabras y dibujos, junto con "telegraph", un sistema electromecánico que envía mensajes a través de un cable a largas distancias. Mientras Caselli enseña física en la Universidad de Florencia dedicó gran parte de su investigación en la tecnología de la transmisión telegráfica de imágenes, así como de las palabras simples. Alexander Bain y Frederick Bakewell también estaban trabajando en esta tecnología. El principal problema de la época era conseguir una perfecta sincronización entre la parte transmisora y la receptora para que pudieran trabajar juntas correctamente. Caselli desarrolló una tecnología electroquímica con un "aparato de sincronización" (reloj de regulación) para que los mecanismos de envío y recepción funcionaran juntos, lo que era muy superior a cualquier tecnología de Bain o Bakewell.
La tecnología es relativamente simple. Una imagen está hecha con tinta no conductora en un trozo de papel de aluminio. Un lápiz óptico, que está en el circuito eléctrico de la hoja de la lata, se pasa a continuación sobre la lámina que toca ligeramente. El lápiz pasa con escaneos paralelos ligeramente separados. La electricidad se conduce donde no hay tinta y no donde está, haciendo que dentro y fuera de los circuitos concuerden con la imagen. Las señales son enviadas a través de una línea telegráfica de larga distancia. El receptor en el otro extremo tiene un lápiz eléctrico y escanea la tinta colorante azul sobre papel blanco, por tanto reproduce la imagen línea por línea, crea un facsímil (en latín, "condiciones similares") de la imagen original.
Caselli creó un prototipo de este sistema en 1856 y lo presentó a Leopoldo II de la Toscana en una manifestación. El Duque estaba tan impresionado con el dispositivo que durante un tiempo Caselli fue financiado por sus experimentos. Cuando el entusiasmo del duque se desvaneció, Caselli se trasladó a París para presentar su invento a Napoleón III. Napoleón se convirtió inmediatamente en un entusiasta admirador de la tecnología. Entre el 1857 y el 1861 desarrolló su pantelégrafo (también llamado "autotelegraph") en París bajo la dirección del inventor francés e ingeniero mecánico Léon Foucault.
En 1858 el físico francés Alexandre-Edmond Becquerel en la Academia de Ciencias de París demostró la versión mejorada del invento de Caselli. Napoleón vio una demostración del pantelégrafo de Caselli en 1860 e hizo un pedido de servicio dentro de la red telegráfica nacional francesa que comenzó el año siguiente. Entonces se llevó a cabo una prueba con éxito entre París y Amiens con la firma del compositor Gioachino Rossini y la imagen enviada y recibida, con una distancia de 140 km. Las pruebas adicionales se llevaron a cabo a continuación, entre París y Marsella, una distancia de 800 km, que también fue un éxito. Así el derecho francés se promulgó en 1864 para ser aceptado oficialmente. Al año siguiente, comenzaron las operaciones con la línea de París a Lyon y Marsella que se amplió en 1867.

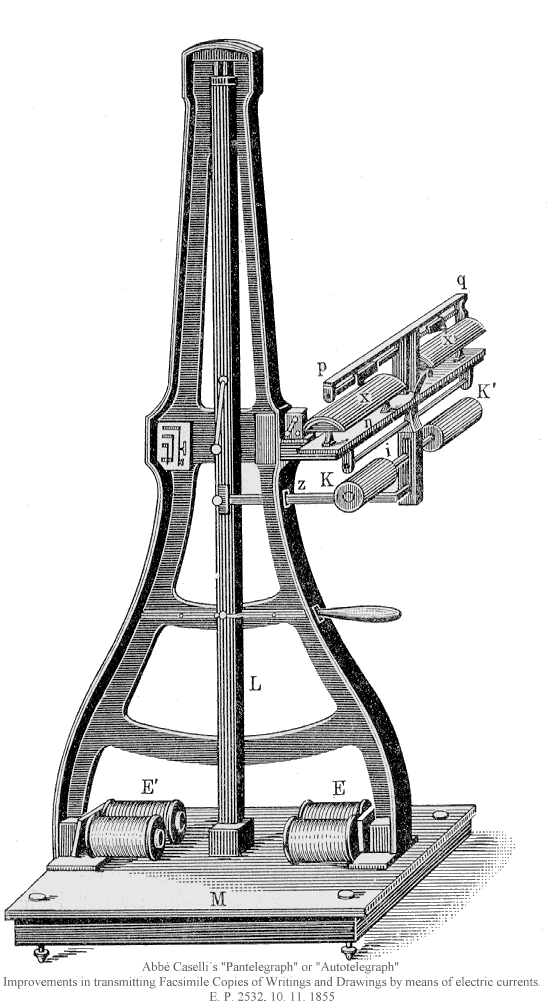
Pantelégrafo de Caselli patentado en 1861.
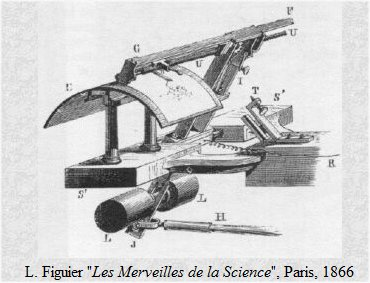
Mecanismo del pantelégrafo.
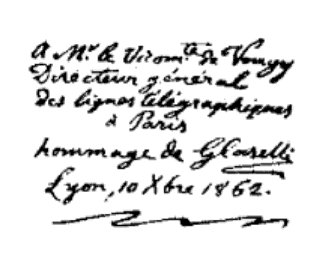
Imagen escaneada en un pantelégrafo de París a Lyon el 10 de febrero de 1862.
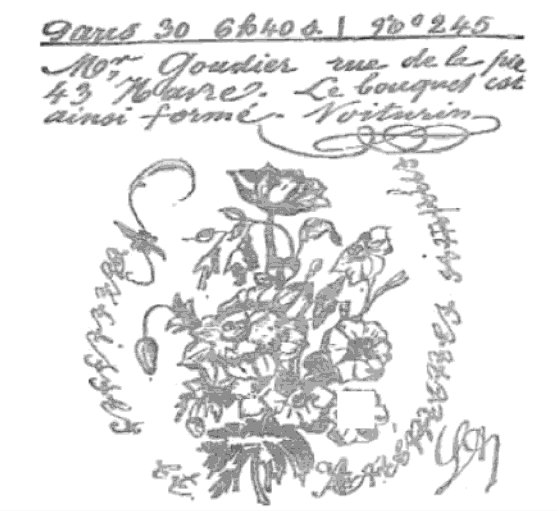
Las imágenes del pantelégrafo de Caselli eran de tinta azul.

## Edad adulta
Caselli patentó su pantelégrafo en Europa en 1861 (E.P. 2532) y en Estados Unidos en 1863 (N ° 37.563). Lo expuso con éxito en 1861 en la Exposición de Florencia con una audiencia que incluía el rey Víctor Manuel, rey de Italia. El Pantelégrafo tuvo tanto éxito que Napoleón le concedió la Legión de Honor. Científicos e ingenieros de París comenzaron la "Pantelegraph Society" para compartir ideas y conceptos sobre el pantelégrafo.
El legislador francés y el Consejo de Estado autorizaron una línea permanente entre París y Marsella. En Inglaterra se autorizó una línea experimental entre Londres y Liverpool por un período de cuatro meses. Napoleón compró finalmente el pantelégrafo de Caselli como un servicio público y lo utilizó para transmisiones de imágenes de París a Lyon, que no se quitó hasta la derrota de Sedan en 1870. El ruso Zar Nicolás I estableció un servicio experimental entre sus palacios de San Petersburgo y Moscú del 1851 al 1855. En el primer año de operación el servicio había transmitido unos 5000 faxes. Sin embargo, la tecnología se desarrollaba de una manera tan lenta que cayó en el olvido. Caselli en última instancia renunció a su invención y volvió a Florencia, donde murió.
Aunque sus patentes, las cartas y las pruebas de transmisión teleautográfiques se mantienen hoy en día en la biblioteca municipal de Siena, algunos se pueden encontrar en los archivos del Museo Galileo en Florencia.